# Heckel
Heckel ist ein deutscher Familienname.

## Namensträger
- August von Heckel (1824–1883), deutscher Maler
- August Heckel (1891–1980), deutscher Lehrer und Heimatforscher
- Baldur Heckel (1941–2010), österreichischer Techniker und Sängerbundfunktionär
- Blayne Heckel (* 1953), US-amerikanischer Physiker
- Bruno Heckel (1887–1929), deutscher Ringer
- David G. Heckel (* 1953), US-amerikanischer Entomologe, Direktor am Max-Planck-Institut für chemische Ökologie
- Dieter Heckel (1938–2016), deutscher Politiker (CSU)
- Édouard Marie Heckel (1843–1916), französischer Schiffsapotheker und Professor der Botanik
- Emil Heckel (1831–1908), deutscher Musikverleger
- Erich Heckel (1883–1970), deutscher Maler des Expressionismus
- Ernst Heckel (1861–1949), deutscher Konstrukteur und Fabrikant von Förderanlagen
- Franz von Heckel (1821–1875), deutscher Fabrikant und Handelsrichter
- Friedhelm Heckel (* 1957), deutscher Leichtathlet
- Friedrich Alwin Heckel (19. Jahrhundert), Hersteller von Blechblasinstrumenten
- Georg Heckel (Kaufmann) (1839–1899), deutscher Kaufmann und Stifter
- Georg Heckel (Theologe) (1928–2002), deutscher Theologe
- Georg Heckel (Intendant) (* 1967), deutscher Opernsänger (Bassbariton) und Theaterintendant
- Georg Friedrich Heckel (1796–1838), deutscher Unternehmer
- Jens-Ove Heckel (* 1966), deutscher Tierarzt, Artenschützer und Direktor des Zoos Landau
- Johann Adam Heckel (1812–1877), deutscher Musikinstrumentenbauer
- Johann Christoph Heckel (1747–1798), deutscher lutherischer Theologe
- Johann Georg Heckel († 1828), Begründer einer Drahtseilfabrik in Saarbrücken
- Johann Jakob Heckel (1790–1857), österreichischer Zoologe
- Johannes Heckel (1889–1963), deutscher lutherischer Kirchenrechtler
- Josef Dolph-Heckel (Rudolf Heckel-Kotrusz; 1866–1943), österreichischer Komponist
- Karl Heckel (Musikschriftsteller) (1858–1923), deutscher Musikschriftsteller und Verleger
- Karl Ferdinand Heckel (1800–1870), österreichischer Komponist, Verleger und Klavierbauer
- Karl Heckel (Verwaltungsbeamter) (1893–1965), deutscher Verwaltungsbeamter
- Lennart Heckel (* 2002), deutscher Volleyballspieler
- Margaret Heckel (* 1966), deutsche Volkswirtin und Buchautorin
- Martin Heckel (* 1929), deutscher Kirchen- und Staatsrechtler
- Marvin Heckel (* 1997), deutscher Basketballspieler
- Max von Heckel (Architekt) (1851–1889), deutscher Architekt
- Max von Heckel (Staatswissenschaftler) (1865–1913), deutscher Staatswissenschaftler und Hochschullehrer
- Max Heckel (Bergrat) (1867–1945), deutscher Oberbergrat
- Max von Heckel (Politiker) (* 1935), deutscher Kommunal- und Landespolitiker (SPD)
- Maximilian von Heckel (1822–1896), bayerischer General der Infanterie
- Noach Heckel OSB (* 1971), deutscher Ordensgeistlicher und Kirchenrechtler
- Rudolf Heckel (1857–1925), deutscher Geigenbauer
- Rudolf von Heckel (1880–1947), deutscher Historiker
- Rudolf Heckel-Kotrusz (1866–1943), siehe Josef Dolph-Heckel
- Sally Heckel (* 20. Jahrhundert), US-amerikanische Filmregisseurin und -produzentin
- Stefan Heckel (* 1969), österreichischer Jazzmusiker
- Theo K. Heckel (* 1962), deutscher evangelischer Neutestamentler und Hochschullehrer
- Theodor Heckel (1894–1967), deutscher protestantischer Theologe und Bischof
- Ulrich Heckel (* 1958), deutscher evangelischer Theologe
- Ursula Kaplony-Heckel (1924–2021), deutsche Ägyptologin
- Waldemar Heckel (* 1949), kanadischer Althistoriker
- Wilhelm Heckel (Instrumentenbauer) (1856–1909), deutscher Instrumentenbauer
- Wilhelm Hermann Heckel (1879–1952), deutscher Instrumentenbauer
- Wolff Heckel (um 1515–1562), deutscher Lautenist und Komponist